# فرودگاه شهری سنتر
فرودگاه شهری سنتر (به انگلیسی: Centre Municipal Airport) یک فرودگاه همگانی بهره‌برداری هوایی است که یک باند فرود آسفالت دارد و طول باند آن ۱۰۳۷ متر است. این فرودگاه در شهر سنتر، آلاباما کشور ایالات متحده آمریکا قرار دارد و در ارتفاع ۱۸۹ متری از سطح دریا واقع شده‌است.